# 森林玻璃
森林玻璃（德語：Waldglas）是一種中世紀晚期的玻璃，大約在公元1000年至1700年期間在歐洲西北部和中部生產，使用木灰和沙子作為主要原料，並在森林地區被稱為溫室的工廠中製造。它的特點是各種黃綠色，早期的產品往往設計粗糙，品質差，主要用於日常器皿，越來越多地用於教會的彩色玻璃窗。 它的成分和製造與以地中海為中心的羅馬和前羅馬玻璃製品以及東部同時代的拜占庭和伊斯蘭玻璃製品形成鮮明對比。